# Mankells Wallander: Am Rande der Finsternis
Am Rande der Finsternis (schwedisch: Mörkret) ist ein in internationaler Koproduktion entstandener Fernsehfilm aus dem Jahr 2005.
Es handelt sich um die vierte Folge der ersten Staffel, also die insgesamt vierte Folge der schwedischen Kriminalserie Mankells Wallander mit Krister Henriksson in der Hauptrolle. Die Erstausstrahlung in Schweden erfolgte am 15. Oktober 2005 auf TV4, die deutschsprachige Erstausstrahlung erfolgte am 22. Dezember 2006 auf Das Erste.

## Handlung
Während Linda Wallander an hiesigen Schulen Drogenprojekte betreut, findet ein Busfahrer mitten auf der Landstraße bei Ystad ein herrenloses Auto vor, in dem sich ein zweijähriger Junge befindet. Das Auto gehört Carl Svendsen, dem Teilshaber einer Bootsfirma; seine Frau Ellen befindet sich nach dem Suizid der 14-jährigen Tochter Anja seit einem Jahr im St.-Clars-Krankenhaus in psychiatrischer Behandlung und kann nicht befragt werden. Nyberg findet heraus, dass Svendsen zwei Waffenscheine hat.
Bei einem seiner Nachsorgetermine im Krankenhaus, die Wallander als Infarktpatient absolviert, teilt ihm die Ärztin mit, dass sie noch einige Laborwerte untersuchen muss, um einen möglichen Prostatakrebsverdacht auszuschließen.
Nach Lindas Termin an der Schule schaut sich Stefan mit ihr Svendsens Wohnung an. Dort finden sie Carl Svendsens Vater Ole vor, der sich gerade um seinen Enkel kümmert. Die Befragung von Ole Svendsen ergibt keine neuen Erkenntnisse. In Carl Svendsens Auto finden sich viele Fingerabdrücke von ihm, außer am Lenkrad und an der Schaltung. Sein ehemaliger Geschäftspartner Ralph Salin erzählt Wallander, dass Svendsen vor einem Jahr mit einer Abfindung aus dem Geschäft ausgestiegen ist.
Salins gleichaltrige Tochter Tove war mit Anja befreundet. Tove bringt zur Verwunderung ihrer Eltern ein teures Smartphone mit nach Hause und duscht ungewöhnlich lange. Wenig später findet ihre Mutter beim Staubsaugen in Toves Zimmer einen Briefumschlag voller Geld.
Zur gleichen Zeit findet die Polizei in der Nähe des Fundorts des Autos Reifenspuren eines Lieferwagens, eine zerbrochene Brille und Blutspuren. Als Linda und Stefan zu Ellen in die Nervenheilanstalt fahren, sagt diese nichts, sondern verbrennt sich mit ihrer Zigarette die Hand.
Zwischendurch trifft sich Tove mit fremden Männern in Lieferwagen und schluckt Tabletten. Da erleidet sie im Klassenzimmer einen Zusammenbruch. Den Ärzten zufolge wurde der Zusammenbruch durch die Einnahme von Rohypnol ausgelöst, das zu einem Herzstillstand geführt hat.
Laut Aussage von Ole Svendsen könnte die gefundene Brille von seinem verschwundenen Sohn Carl stammen. Seiner Meinung nach hatte Carl Schuldgefühle, weil er, als Anja Suizid beging, bei einer anderen Frau war, nämlich Jenna Sahlin, der Frau seines damaligen Geschäftspartners. Auf Wallanders Nachfrage gibt Sahlin zu, dass es Missstimmungen zwischen Svendsen und ihm wegen der Abfindung gab: Auch Svendsens Verhältnis mit Jenna spielte eine Rolle, jedoch bestreitet er, Svendsen etwas angetan zu haben.
Linda nimmt aus Anjas Zimmer unter anderem ihren Laptop und eine Schatulle mit Geld; im Schuljahrbuch ist das Foto des Lehrers Robert Folkesson durchgestrichen. Folkesson hat Anja als schwierige Schülerin in Erinnerung. Er rät ihr, mit dem Vertrauenslehrer zu sprechen, der viel mit Anja zu tun hatte. In der Schatulle befindet sich ein Namensverzeichnis, in dem öfters das Kürzel „TJA“ auftaucht. Auf dem Laptop finden sich Fotos, die zeigen, wie Anja zum Sex gezwungen wurde. Stefan und Martinsson finden heraus, dass das Kürzel zu dem Kennzeichen eines Autos passt, dessen Reifen vor kurzem gewechselt wurden; die Spuren des Wagens passen zu den Reifenspuren in der Nähe des Fundortes von Svendsens Auto. Der Wagen gehört einem gewissen Sven Olsson.
Zur gleichen Zeit wird Sara Bruck, ein Mädchen von der Schule, entführt, das gerade seinen 14. Geburtstag feiert. Auch von Sara werden verfängliche Fotos gemacht. Sara flieht mit dem Laptops mit den Fotos von ihr und läuft vor ein Auto. Ihr Entführer flieht. In der Zwischenzeit stellen Stefan und Linda Olsson. Saras Unfall führt zur Spur des gesuchten blauen Lieferwagens. Wallander und Martinsson fassen Saras Entführer. In dem Brunnen auf Olssons Grundstück werden Leichenreste gefunden. Saras Entführer bestreitet, schuldig zu sein, und gibt an, er hätte seinen Wagen Sonny gegeben, bei dem er wohnt. Svendsen sei aufgetaucht, habe nach dem Wagen gefragt und damit gedroht, wiederzukommen. Wallander konfrontiert Olsson mit seinem Verdacht, dieser habe Svendsen umgebracht, und kann den Verdacht später bestätigen.
In der Zwischenzeit erfährt Linda von Claras Vater, dass Folkesson auch Claras Lehrer war; Folkesson wird verhaftet. Der Vertrauenslehrer entführt Tove aus ihrem Krankenhauszimmer und nimmt sie mit der Absicht auf das Dach des Krankenhauses mit, sie runterzustoßen. Linda kann Tove retten; daraufhin stürzt er vom Dach in die Tiefe.
Linda erzählt Wallander, dass Anjas Geschichte sie an eine Zeit in ihrer Jugend erinnert hat, in der sie ähnlich verzweifelt war und ihr Vertrauenslehrer ihr geholfen hat. Sie bringt Wallander auch einen Brief vom Krankenhaus mit: Der Krebsverdacht hat sich nicht bestätigt.

## Kritiken
„(Fernseh-)Serienkrimi in Anlehnung an Romanfiguren von Henning Mankell. - Ab 14.“